# Nemochovice
Nemochovice (in tedesco Nemochowitz) è un comune della Repubblica Ceca facente parte del distretto di Vyškov, in Moravia Meridionale.